# ST Format
ST Format — английский журнал, посвященный компьютеру Atari ST и продукции для него, выпускавшийся с 1989 по 1996 года под эгидой издательства Future plc. Как и во многих изданиях, выпускавшихся под маркой «Format» (Amiga Format, PC Format) в каждом выпуске журнала содержались обзоры программного и аппаратного обеспечения, отзывы читателей и приложение в виде дискеты с различными программами и демками.

## История
Издание было основано в августе 1989 года, когда предыдущее издание ST/Amiga Format было разделено на два отдельных журнала — на Amiga Format и ST Format. Журнал издавался вплоть до 1996 года, когда выпуск Atari ST и Atari Falcon был уже прекращён. Последний, восемьдесят шестой выпуск вышел в сентябре 1996 года.